# Гран При по мотоциклетизъм
Гран При по мотоциклетизъм (на английски: Grand Prix motorcycle racing) е първият мотоциклетен пистов шампионат. Разделен в три отделни класа от сезон 1990 г. насам – 125 куб. см, 250 куб. см и 500 куб. см. Световният шампионат за Гран При е утвърден от спортното ръководство на Международната Федерация по мотоциклетизъм и е най-старият моторен световен шампионат.
Шампионатът се провежда в осемнадесет кръга, в четиринадесет държави и четири континента. Мотоциклетистите са общо от десет националности, а моторите са конструирани от най-опитните инженери на пет производителя – Aprilia, Ducati, Honda, Suziki и Yamaha.

## История
В първите десетилетия на XX век в няколко държави се провеждат международни състезания по мотоциклетизъм, а през 1938 г. президентът на Международната федерация по мотоциклетизъм обявява първия Европейски шампионат. Началото на Втората световна война прекъсва състезанието и след края ѝ, има пауза от няколко години, за да може пазарът на гориво да се отвори. След набавянето на гориво започва истинският шампионат, който продължава и до днес.
Когато започва шампионатът през 1949 г., е имало четири класа: 500 куб. см., 350 куб. см., 250 куб. см. и 125 куб. см. 50-кубиковият клас е въведен през сезон 1962. В резултат на нарастващите разходи, редица производители напускат шампионата, федерацията ограничава 50-кубиковите мотори до един цилиндър, 125 и 250-кубиковите са ограничени до два цилиндъра, а 350 и 500-кубиковите – до четири цилиндъра. 350-кубиковият клас е премахнат през 1982 г., две години по-късно 50-кубиковият бил сменен от 80-кубиков клас, който е премахнат през 1989 г. През 2002 г. 990-кубиковите мотоциклети с четиритактов ражим на работа на двигателите им заместват 500-кубиковите двигатели с двутактов режим на работа и класа е преименуван на MotoGP. 600-кубиковите мотоциклети заменят 250-кубиковите от сезон 2010, чиито клас е преименуван на Moto2. Клас 125 куб. см преустановява своето съществуване през 2012 г. и от следващия сезон е заменен от клас Moto3, като мотоциклетите от него са с едноцилиндров четиритактов двигател с максимален работен обем от 250 куб. см.

## Шампиони
Италианецът Джакомо Агостини е спечелил най-много световни титли – 15. Испанецът Анхел Нието е втори с 13 световни титли, а Валентино Роси от Италия, Майк Хейлууд от Великобритания и Карло Юбиали от Италия са на трето място с по 9 световни титли. Агостини държи рекорд за най-много световни титли в 500-кубиковия и 350-кубиковия клас със съответно 8 и 7 световни титли. Британецът Фил Рийд и италианецът Макс Биаджи са спечелили най-много световни шампионата в 250-кувиковия клас с по 4 световни титли. Нието е спечелил най-много шампионати в 125-кубиковия и 50-кубиковия/80-кубиковия клас със съответно 8 и 6 световни титли.

## Категории
Moto3 – четиритактов, 250cc, едноцилиндров клас. Заменя през 2012 г. 125cc категория. Максималната възраст на състезателите, които могат да взимат участие в тази категория е 28 години, а минималната възраст е 16 години.
Moto2 – Този клас заменя през 2010 г. 250cc категория. В него Хонда е единствения доставчик на двигатели, а Дънлоп на гуми. Двигателите са 600cc, четиритактови и произвеждат 140 конски сили. Дизайнът и конструкцията на шасито са безплатни, като се осигуряват от Федерацията по мотоциклетизъм. Рамата, резервоарът, седалката и боди китът от серийни мотори не е позволено да се ползват. Минималната възраст за състезателите е 16 години.
MotoGP – Двигателите са 1000cc, четиритактови, четири цилиндров и произвежда над 240 конски сили. Теглото е около 150 килограма, а максималната скорост е 350 километра.

## Хронология
- 1949: начало на Световния шампионат по мотоциклетизъм
- 1951: добавя се кош на мотора, като намалява кубатурата от 600 см2 на 500 см2
- 1957: Гилера, Мондиал и Кото Гучи напускат в края на сезона
- 1958: отборът на MV Agusta печели шампионата в четирите класа, като производител и като състезатели
- 1959: отборът на MV Agusta печели всички осем титли. Хонда за първи път участва в състезанието Isle of Man TT.
- 1960: отборът на MV Agusta печели всички осем титли.
- 1962: навлиза категорията с 50 см2
- 1966: Хонда печели 5 титли като производител
- 1967: последна година за дерегулацията за броя на цилиндрите и скоростите
- 1968: Гиакомо Агостини (MV Agusta) печели титли в 350 см2 и в 500 см2
- 1969: като 1968
- 1970: като 1968
- 1971: като 1968
- 1972: като 1968. Смъртта на Гилберто Парлори на състезанието Isle of Man TT причинява бойкот за четири състезания от страна на многократния шампион Гиакото Агостини и други пилоти. Последна година на 500 см2 категория.
- 1973: умират Ярно Саринен и Ренцо Пасолини на италианската писта Монца.
- 1974: Сузуки RG500 са срез първите в 500 см2. Титлата на производителите е спечелена от японската фирма.
- 1975: Гиакомо Агостини печели първо място в 500 см2. Ямаха е първата неевропейска фирма, която печели титлата за състезатели.
- 1976: Бари Шийн е първият шампион на Сузуки в 500 см2 категорията. Федерацията по мотоциклетизъм сваля състезанието Isle of Man TT от календара, заради бойкота на състезателите.
- 1977: Бари Шийн печели титла в 500 см2 категория. Британското Гранд При се премества от Isle of Man.
- 1978: Кени Робъртс печели 500 см2 категория. Той е първият американец, който я печели.
- 1979: като 1978
- 1980: като 1978. Патрик Понс и Малкълм Уайт умират на Силвърстоун.
- 1981: Марко Лучинели печели 500 см2 категорията.
- 1982: Франко Унчини печели 500 см2 категорията. Ямаха OW61 YZR500 е първият мотор с V4 двигател в 5002 категория.
- 1982: Джок Тайлър умира на Финландското Гранд При.
- 1982: последна година на 350 см2 категория.
- 1983: Фреди Спенсър печели 500 см2 категория. Спенсър и Кени Робъртс печелят всички 500 см2 състезания за сезона.
- 1984: Мишелин представят новите си състезателни гуми за Гранд При.
- 1984: 50 см2 категория става 80 см2
- 1987: летящият старт се премахва.
- 1988: Уейн Рейни печели първото 500 см2 състезания използвайки карбонени спирачки на Британското Гранд При.
- 1989: Иван Палацезе умира на Немското Гранд При с 250 см2 мотор.
- 1989: последна година за 80 см2 категория.
- 1992: Хонда представя новия си NSR500.
- 1993: Шиничи Итох вдига 320 км/ч с новия NSR500 на Немското Гранд При.
- 1993: Бобуюки Уакай умира по време на тренировъчната сесия в Испания с 250 см2 мотор.
- 1994: Симон Приор умира по време на катастрофа на Гран При за мотори с кошове.
- 1998: 500 см2 сменят горивото.
- 2002: МотоГП сменят категорията от 500 см2 с 900 см2 четиритактов мотор.
- 2003: Дайджиро Като умира по време на Японското Гран При на Сузука.
- 2004: МотоГП сменят правилата и могат да се ползват не четири, а три мотора на състезание, докато 250 см2 и 125 см2 остават с четири.
- 2004: Макото Тамада печели на Бриджстоун първата победа на МотоГП.
- 2005: МотоГП въвежда правилата за флаг-до-флаг, позволявайки на пилотите да си сменят мотора, с такъв, който е с гуми за мокро време, ако започне да вали по време на състезанието.
- 2007: МотоГП моторите са ограничени до 800 см2. Дукати печели шампионата при състезателите и при производителите.
- 2008: Дънлоп се отказват от МотоГП.
- 2009: Мишелин се отказват от МотоГП и Приджстоун става единствения снабдител за гуми.
- 2010: Мото2 заменят 250 см2 категория. Всички двигатели за Мото2 се правят от Хонда.
- 2010: Шайо Томизава от Мото2 умира в Мисано.
- 2011: Марко Симончели от МогоГП умира в Сепанг.
- 2011: Сузуки се оттегля от МотоГП в края на сезона.
- 2012: Мото3 заменят моторите от 250 см2 на 125 см2.
- 2012: МотоГП увеличават кубатурата до 1000 см2.

- 2013: нов вид квалификации са представени.
- 2014: Open Class категорията се въвежда.
- 2015: Сузуки се връща в МотоГП.
- 2015: Последна година на Бриджстоун като снабдители на гуми в МотоГП, заменят се с Мишелин.
- 2015: Последна година на 100RON в МотоГП, заменя се с 95 RON и електрически мотор.

## Писти
- Катар, Doha, Losail International Circuit
- САЩ, Austin, Circuit of the Americas
- Аржентина, Autódromo Termas de Río Hondo
- Испания, Jerez de la Frontera, Circuito de Jerez

- Франция, Le Mans Архив на оригинала от 2016-03-22 в Wayback Machine.
- Италия, Mugello Circuit
- Испания, Circuit de CatalunyaАрхив на оригинала от 2013-03-26 в Wayback Machine.
- Нидерландия, TT Circuit Assen
- Германия, Sachsenring Архив на оригинала от 2019-02-02 в Wayback Machine.
- САЩ, Indianapolis Motor Speedway
- Чехия, Masaryk Circuit
- Великобритания, Silverstone Circuit
- Сан Марино, Misano World Circuit Marco Simoncelli
- Испания, Motorland Aragon
- Япония, Twin Ring Motegi
- Австралия, Phillip Island Grand Prix Circuit
- Малайзия, Sepang Circuit
- Испания, Circuit Ricardo Tormo

## Точкова система
| Позиция | 1  | 2  | 3  | 4  | 5  | 6  | 7 | 8 | 9 | 10 | 11 | 12 | 13 | 14 | 15 |
| Точки   | 25 | 20 | 16 | 13 | 11 | 10 | 9 | 8 | 7 | 6  | 5  | 4  | 3  | 2  | 1  |